# Zama (Film)
Zama ist ein Spielfilm der argentinischen Regisseurin Lucrecia Martel. Er wurde im September 2017 im Rahmen der Internationalen Filmfestspiele von Venedig uraufgeführt. Der Film basiert auf einem Roman von Antonio di Benedetto und handelt von dem Kolonialbeamten Don Diego de Zama, der vergeblich auf eine Beförderung und die Rückkehr nach Hause wartet.

## Handlung
Zama spielt im 18. Jahrhundert im heutigen Asunción, Paraguay. Don Diego de Zama dient der spanischen Krone als Corregidor, d. h. als Verwaltungs- und Justizbeamter. Bereits seit langer Zeit wartet er auf einen Brief des Königs, der ihn endlich von seinem Posten und zurück zu Frau und Kindern abberufen soll. Die ihm vorgesetzten Gouverneure kommen und gehen. Zama, längst von Schwermut und Überdruss gezeichnet, wartet weiter vergeblich auf seine Versetzung. Er hat den Verdacht, als sogenannter americano, der nicht in Spanien, sondern in Lateinamerika geboren wurde, bei Beförderungen übergangen zu werden. Zama versucht während der langen Zeit mit wenig Erfolg die Aufmerksamkeit verschiedener Frauen zu erlangen, hat ein uneheliches Kind, wartet auf den ausbleibenden Sold, muss in immer ärmlichere Behausungen umziehen.
Schließlich nimmt er an einer Expedition teil, um den legendären Banditen Vicuña Porto zu jagen und damit doch noch seine Versetzung zu erreichen. Er treibt mit einer Söldnertruppe, die im Laufe der Reise immer weiter dezimiert wird, durchs paraguayische Grasland. Am Ende verliert sich Zama in einem an Joseph Conrads Herz der Finsternis erinnernden Delirium.

## Produktion
Lucrecia Martel lieferte mit Zama ihren ersten Film seit neun Jahren ab. Aufgrund einer Krebserkrankung der Regisseurin und der langen Postproduktionsphase kam der 2015 gedrehte Film erst zwei Jahre später heraus. Martel adaptierte das Drehbuch nach dem Roman Zama wartet von Antonio di Benedetto selbst. Produziert wurde Zama u. a. von Pedro Almodóvar, Danny Glover und Gael García Bernal.

## Rezeption
Der Film überzeugte 96 % der Kritiker bei Rotten Tomatoes und erhielt dort die Durchschnittswertung 8,16 von 10 möglichen Punkten. Er war 2017 der offizielle Beitrag Argentiniens bei den Oscars.
Das Branchenblatt Variety bezeichnete den Film als „verwirrend und berauschend“, lobte Martels virtuosen Umgang mit Bild und Ton, sowie ihr subtiles und gleichzeitig schonungsloses Aufzeigen der sozialen und rassistischen Vorurteile in den höheren Gesellschaftsschichten.
In der Zeit besprach Katja Nicodemus Zama im Zusammenhang mit anderen Filmen der Regisseurin, in denen ebenfalls eine „verdrängte historische Schuld“ thematisiert wird oder indigene Bedienstete ein „sich von innen auflösendes System“ stützen. Zama gehe im Vergleich dazu weiter, an die „Urgründe dieser Schuld“. Martel arbeite hier zum ersten Mal mit „virtuos komponierte[n] Totalen“, durch die langen Einstellungen entstehe ein Gefühl für die Weite der Landschaft und die Verlorenheit der Spanier darin, elektronische Geräusche auf der Tonspur wirkten wie „hyperrealistische Risse“.

## Auszeichnungen (Auswahl)
- Auszeichnung in zehn Kategorien, darunter bester Film, beste Regisseurin, bester Hauptdarsteller, bestes Drehbuch, beste Kamera beim Award of the Argentinean Academy 2017[11]
- KNF Award beim International Filmfestival Rotterdam 2017[12]
- FIPRESCI-Preis auf dem Havana Film Festival 2017[13]
- Cóndor de Plata in zehn Kategorien, darunter bester Film, beste Regisseurin, bestes Drehbuch, beste Kamera beim Preis des Verbands der argentinischen Filmkritiker und Filmjournalisten 2018
- Beste Regisseurin beim Bildrausch Filmfest Basel 2018 (zusammen ausgezeichnet mit Lav Diaz)[14]